# Cyprien Godebski
Pour les articles homonymes, voir Cyprian Godebski.
Cyprian Godebski né le 30 octobre 1835 à Méry-sur-Cher et mort le 25 novembre 1909 à Paris est un sculpteur polonais.

## Biographie
Issu d'une famille de noblesse polonaise, Cyprian Godebski est le petit-fils du poète, romancier et héros des guerres napoléoniennes Cyprian Godebski (1765-1809) et le fils de Franciszek Godebski (en) (1801-1869), historien, journaliste, essayiste qui, en raison de sa participation à l'Insurrection polonaise de Novembre 1830 contre le tsar et à la répression russe qui en avait résulté, a été contraint d'émigrer. La mère de l'artiste, Ludwika Dezyderia née Rymińska, est restée au pays.
Le jeune Godebski découvre l'art à Versailles, où il s'installe avec son père, qui devient conservateur des collections privées du roi Louis-Philippe. Il étudie d'abord à l'École polonaise des Batignolles (cofondée par son père), puis à l'atelier de sculpture de François Jouffroy. En 1857 ou 1858, il part  pour Lviv où son père a accepté un poste de conservateur à Ossolineum, l'un des plus importants centres de recherche sur l'histoire et la littérature polonaises, alors que la Pologne était partagée entre trois puissances occupantes. Le jeune artiste, qui s'était déjà fait connaître sur la Seine, reçoit une commande pour décorer le Bâtiment des Invalides alors en construction. Ainsi, ce bâtiment, édifié selon les plans de l'architecte Theophil Hansen dans le style néo-roman, stylisé comme un château médiéval avec des tourelles d'angle, a été orné des œuvres de Godebski : sur la façade des statues allégoriques monumentales symbolisant l'Autriche et la Galicie ainsi que la guerre et la paix; à l'intérieur - des statues de maréchaux autrichiens et des figures des douze apôtres dans la chapelle.
À Lviv, Cyprian Godebski fait également ses débuts en tant que créateur de monuments funéraires, toujours visibles au Cimetière de Lytchakiv : l'aristocrate Honorata Borzęcka, le banquier Otto Hausner et l'écrivain Walery Łoziński. Il sculpte les bustes de personnalités locales : le gouverneur Agenor Gołuchowski, Jerzy Dzieduszycki, Jerzy Ossoliński et les d'écrivains Wincenty Pol et Józef Ignacy Kraszewski.
En 1861, Godebski quitte Lviv. Il sculpte et expose à Vienne, Bruxelles, Paris, Rome et Anvers. Il est apprécié et récompensé aux Salons de Paris. Lauréat du premier prix d'un concours international, il réalise le Monument de l'Indépendance à Lima, la capitale du Pérou.
En 1865, il épouse Eugénie Servais (1843-1872), fille du violoncelliste et compositeur belge Adrien-François Servais (surnommé le «Paganini du violoncelle») et sœur du compositeur et chef d'orchestre Franz Servais. Le couple s'installe à Hal en Belgique. Après la mort de son beau-père en 1866, Godebski réalise le Monument à Adrien-François Servais et décore l'hôtel de ville de Hal avec les figures de La Justice et de La Vérité. Il réalise quelques également bustes de compositeurs célèbres belges pour le Conservatoire royal de Bruxelles (Adrien-François Servais, Henri Vieuxtemps, François-Auguste Gevaert) et celui d’Adolphe Burggraeve, conservé au musée des Beaux-Arts de Gand. Godebski expose ses œuvres à Anvers en 1867 et au Salon de  Bruxelles de 1875 et 1884. À l'automne 1872, il est décoré de l'ordre de Léopold.
Au printemps 1868, le sculpteur apparaît à Saint-Pétersbourg et réalise les bustes en marbre de l'architecte Ernest Gibert (1823-1909) et de son épouse Olga née Fegin (1838-1900). C'est grâce à Gibert, qui recommande l'artiste au conseil capital de l'Académie impériale des Beaux-Arts de Saint-Pétersbourg, que le sculpteur reçoit le titre de membre libre honoraire, lui donnant la possibilité de participer à des expositions académiques de cette ville. La plus grande représentation de son œuvre a lieu en 1872. Une autre réalisation de Godebski est également associée à son séjour aux bords de la Neva : la pierre tombale (aujourd'hui disparue) de sa femme, décédée en couches en avril 1872 et enterrée au cimetière luthérien Volkovsky.
En juillet 1872, Godebski arrive à Varsovie pour concevoir un monument funéraire à la mémoire du compositeur Stanisław Moniuszko. En 1873, il sculpte un buste monumental du comte Frédéric Nesselrode qui couronne sa pierre tombale au cimetière de Powązki.
Les séjours de plus en plus fréquents de l'artiste à Varsovie sont liés non seulement à ses œuvres, mais aussi à sa vie personnelle. Fin 1874, il épouse la polonaise Matylda Natanson, née Rosen et s'installe à Varsovie pour créer sa propre école de sculpture. La maison de la famille Godebski à Varsovie devient rapidement un salon artistique ouvert et visité assidûment par toute l'élite culturelle.
En mai 1875, une exposition des œuvres de Godebski est organisée à la mairie de Varsovie dont une maquette en bronze de Notre-Dame des Naufragés, érigée plus tard en Bretagne, du buste de La Haine, trois bustes du tsar Alexandre II et de plusieurs bas-reliefs. À Varsovie, l'artiste réalise également les bustes de Stanisław Staszic et Maria Kalergis.
Cependant, ne voyant pas la possibilité d'un développement créatif complet, le sculpteur revient à Paris, où il vit jusqu'à sa mort. Il ne rompt pas les liens avec la Pologne pour autant. Il expose ses œuvres à la galerie Zachęta à Varsovie  et se rend à plusieurs reprises dans le pays, dans les années 1896-1901, pour superviser la construction de ses monuments. C'est lui qui est chargé de la conception du monument d'Adam Mickiewicz à Varsovie, à l'occasion du centième anniversaire de la naissance du grand poète. Ce monument est inauguré le 24 décembre 1898, avec une grande solennité et dans un silence complet en raison du harcèlement des autorités tsaristes. Le monument qui se dresse actuellement sur la place Krakowskie Przedmieście est une reconstruction d'après la seconde guerre mondiale.
De retour à Paris, il est nommé en 1877 membre de l'Académie française, et en 1889 officier de la Légion d'honneur. Veuf de nouveau, en 1888 il épouse Mathilde de la Frenaye (1839-1912). Le couple n'aura pas d'enfant.
À partir de 1897, il devient le premier président du Cercle artistique et littéraire de Paris. Il est l'ami de Stéphane Mallarmé, Franz Liszt, Alphonse Daudet et des frères Goncourt.
Le sculpteur décède le 25 novembre 1909 à Paris. Il est enterré au cimetière polonais de Montmorency près de Paris, dans la tombe familiale des Chwalibóg et Godebski.

## Œuvres
Sa renommée et sa popularité lui viennent principalement de ses monuments, notamment : la libération du Pérou à Lima (1866-1869), le célèbre poète romantique Adam Mickiewicz à Varsovie (1898), ainsi que de nombreuses pierres tombales, dont celle du dirigeant de l'Insurrection de janvier 1863, le général Ludwik Mierosławski à Montparnasse ou le peintre Jan Matejko dans l'église Sainte-Marie de Cracovie, (1898); son Ange orne la sépulture des familles Gałęzowski et Tamberlick et un médaillon en bronze sur la tombe du compositeur Hector Berlioz au Père Lachaise, (1884) ; une statue en marbre de Calliope, muse de la poésie décore la tombe de l'écrivain et poète Théophile Gautier à Montmartre (1874). 
Le musée du Louvre conserve son buste de l'archéologue Henry Barbet de Jouy.
Dans le Finistère, son Monument au général Le Flô est érigé à Lesneven. Sa statue en marbre de Carrare de Notre-Dame-des-Naufragés à la Pointe du Raz, sur la commune de Plogoff, fut réalisée en 1904, à la suite de la mort de son fils Ernest au Tonkin.

### Famille
Cyprien Godebski a quatre enfants. De son premier mariage, deux fils et une fille : François (dit Franz) (1866-1948) qui deviendra violoniste et compositeur, Ernest (1867-1890), mort au Tonkin et Maria, plus connue sous le nom de Misia Sert, pianiste, muse de nombreux peintres impressionnistes et musiciens du début du XXe siècle. De son union avec Mathilde Rosen (1837-1887), Godebski a un fils, Cyprian, dit Cipa Godebski, homme de lettres, époux d’Ida née Kasparek (1872-1935), fille du juriste polonais Franciszek Kasparek.

Œuvres de Cyprian Godebski
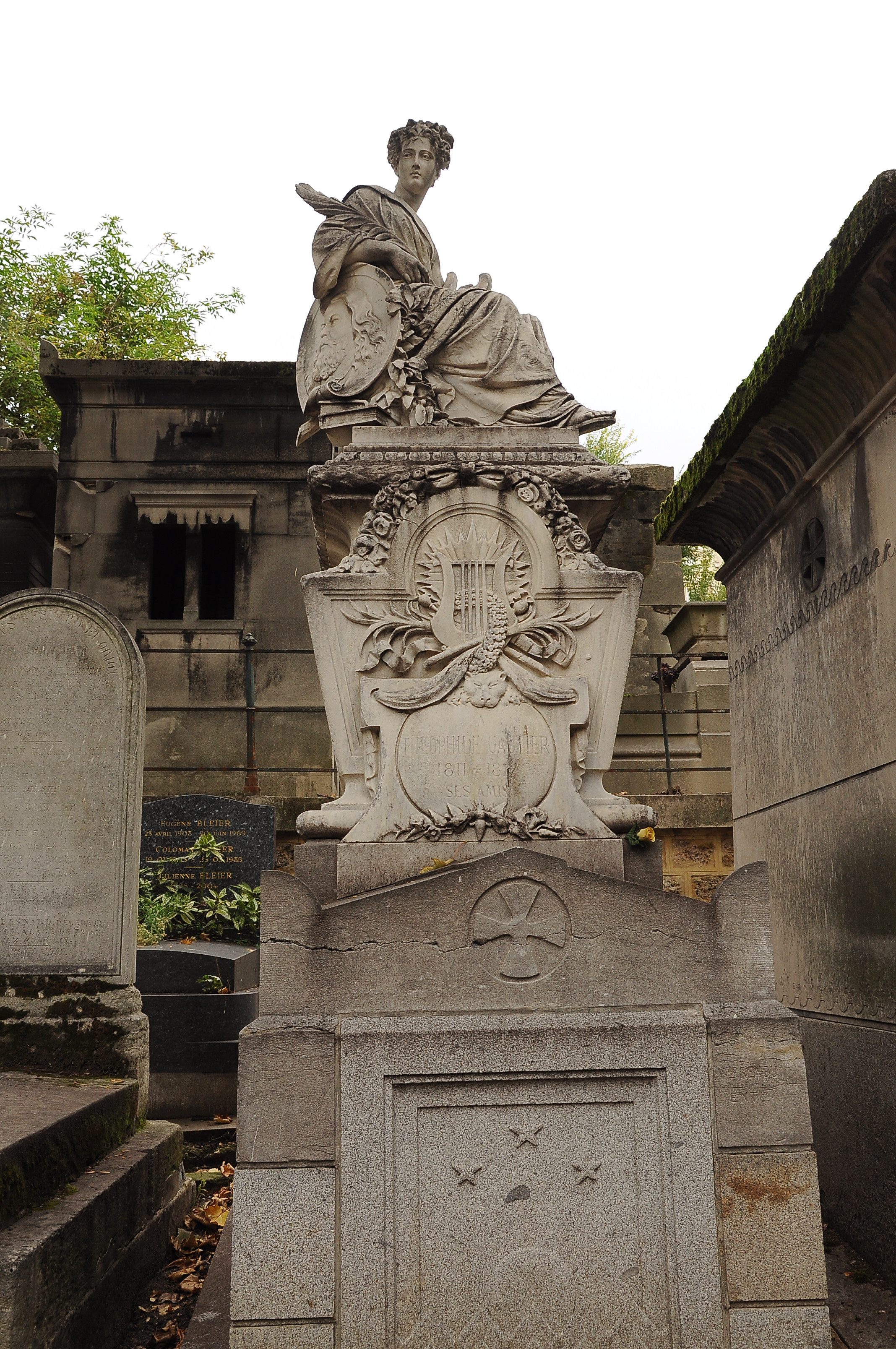
Calliope (1875), tombe de Théophile Gautier, Paris, cimetière de Montmartre.
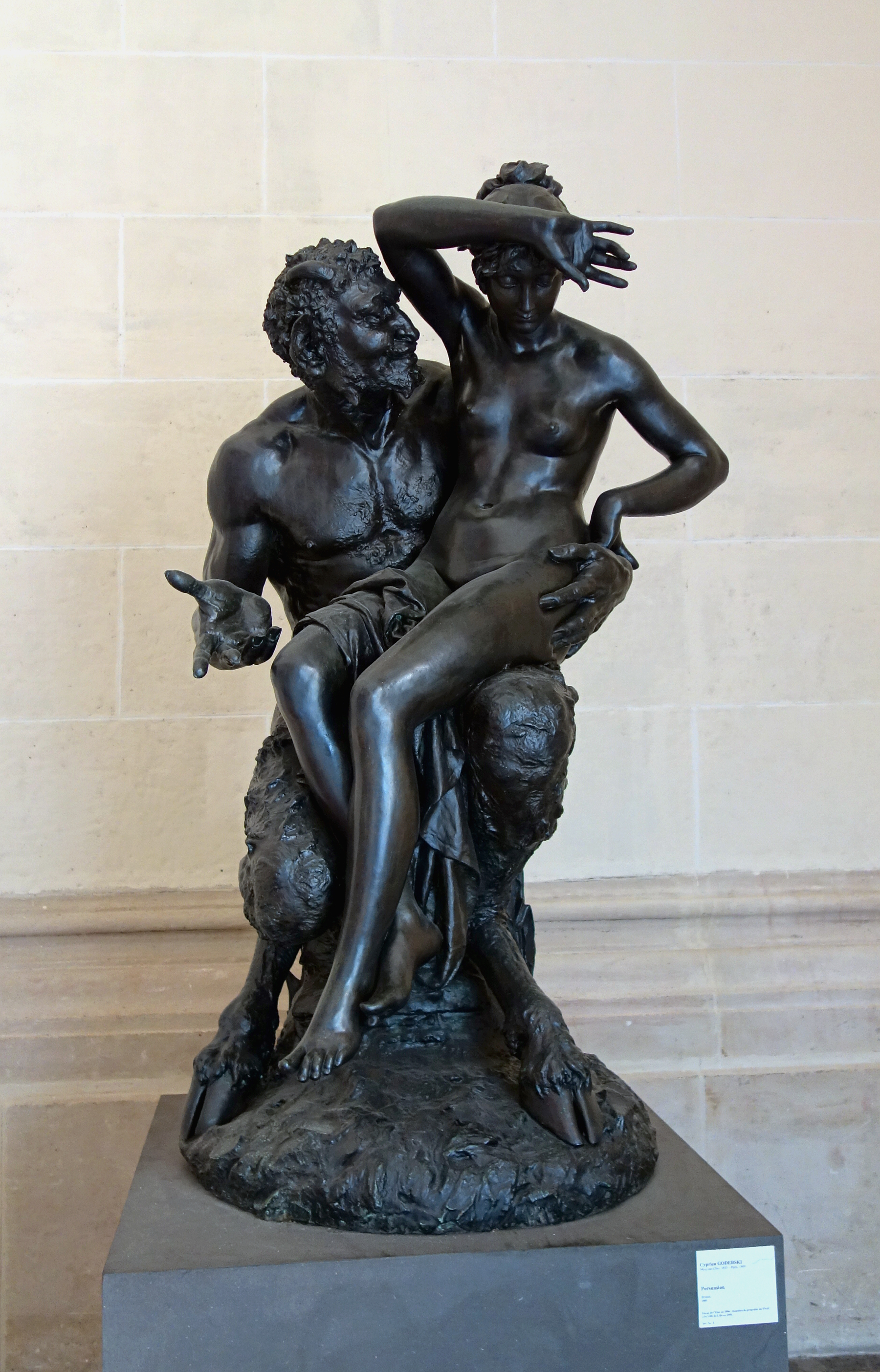
Persuasion (1885), palais des Beaux-Arts de Lille.
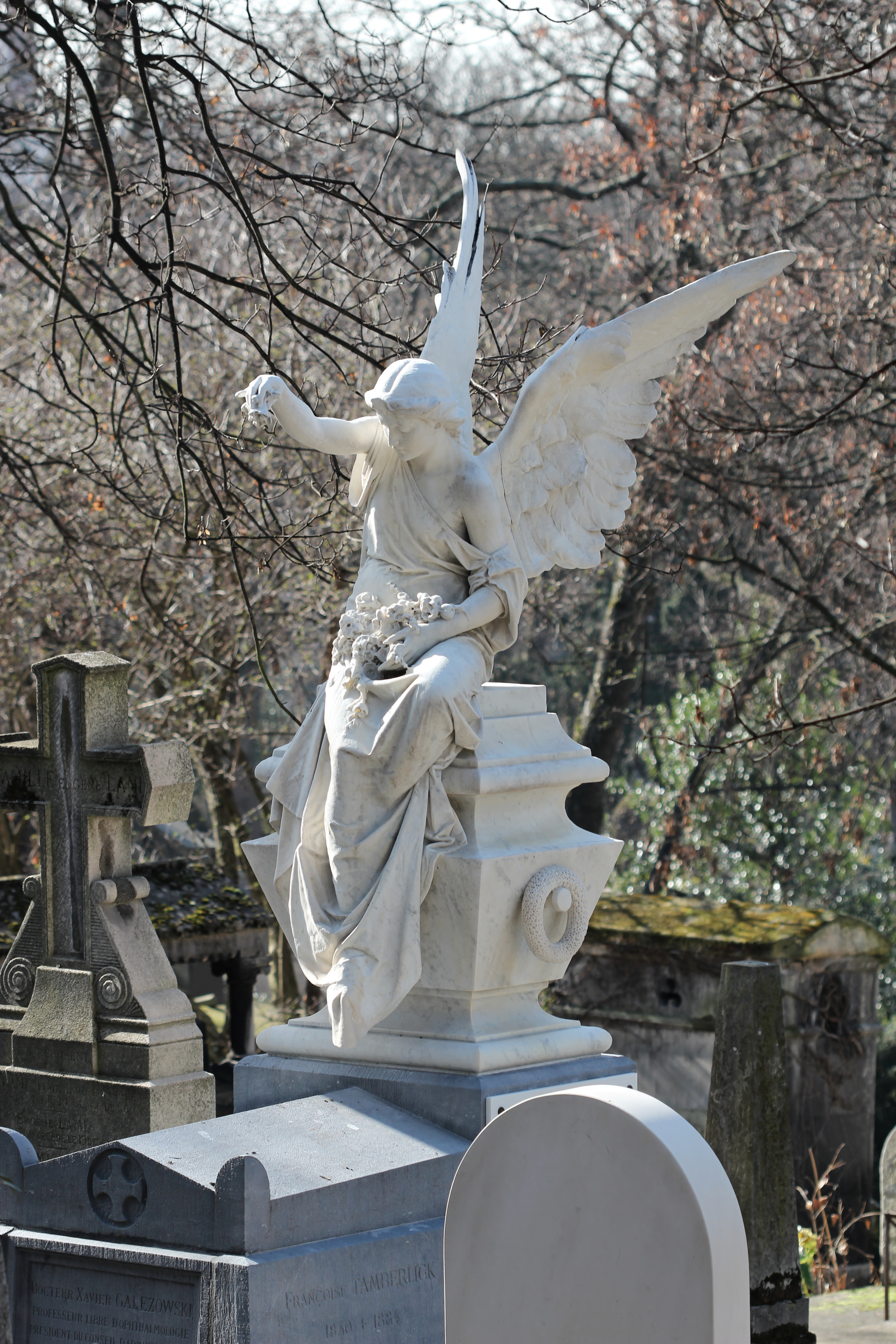
Ange (1886), sépulture des familles Gałęzowski et Tamberlick, cimetière du Père-Lachaise.
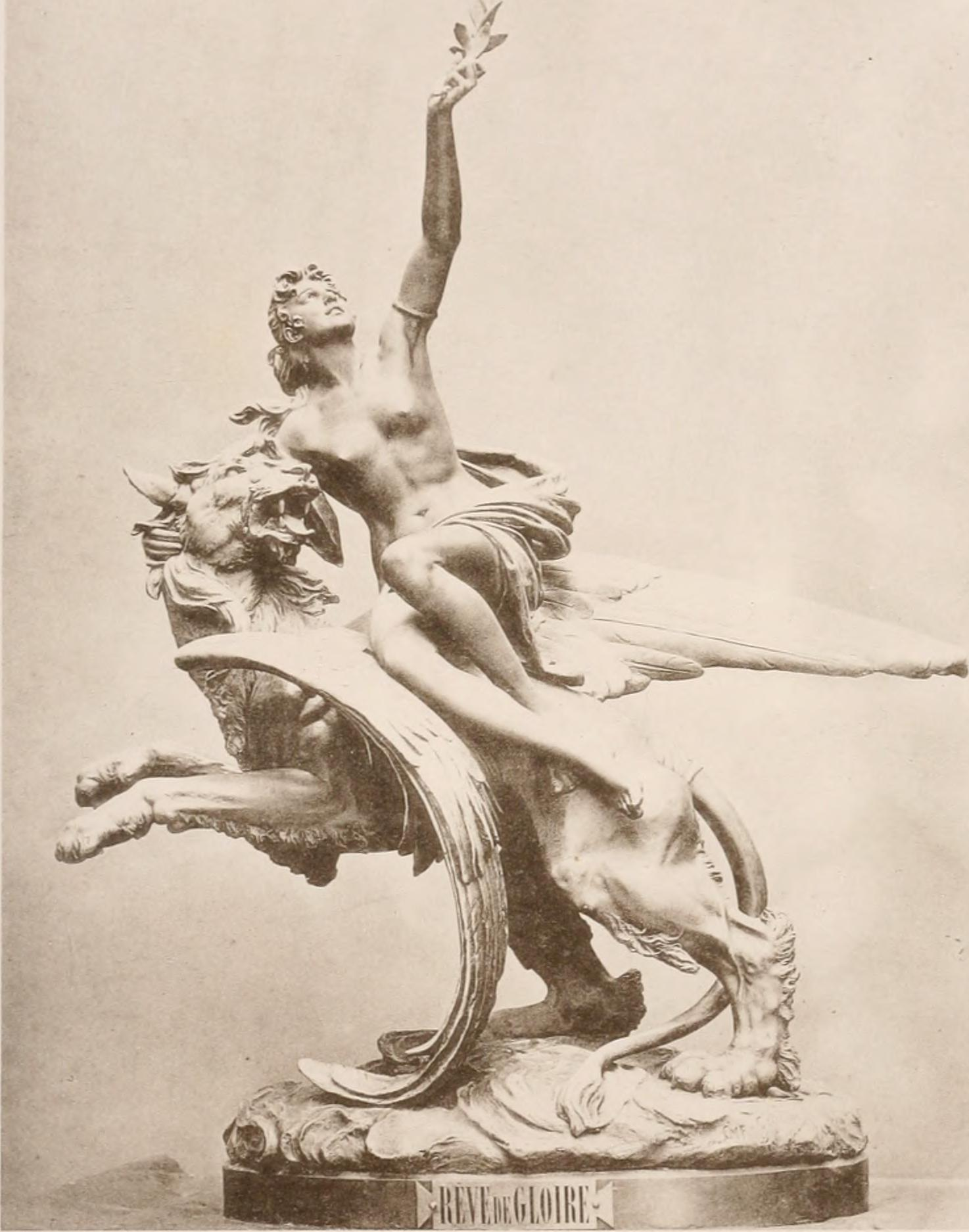
Rêve de gloire (Salon de 1888), localisation inconnue.
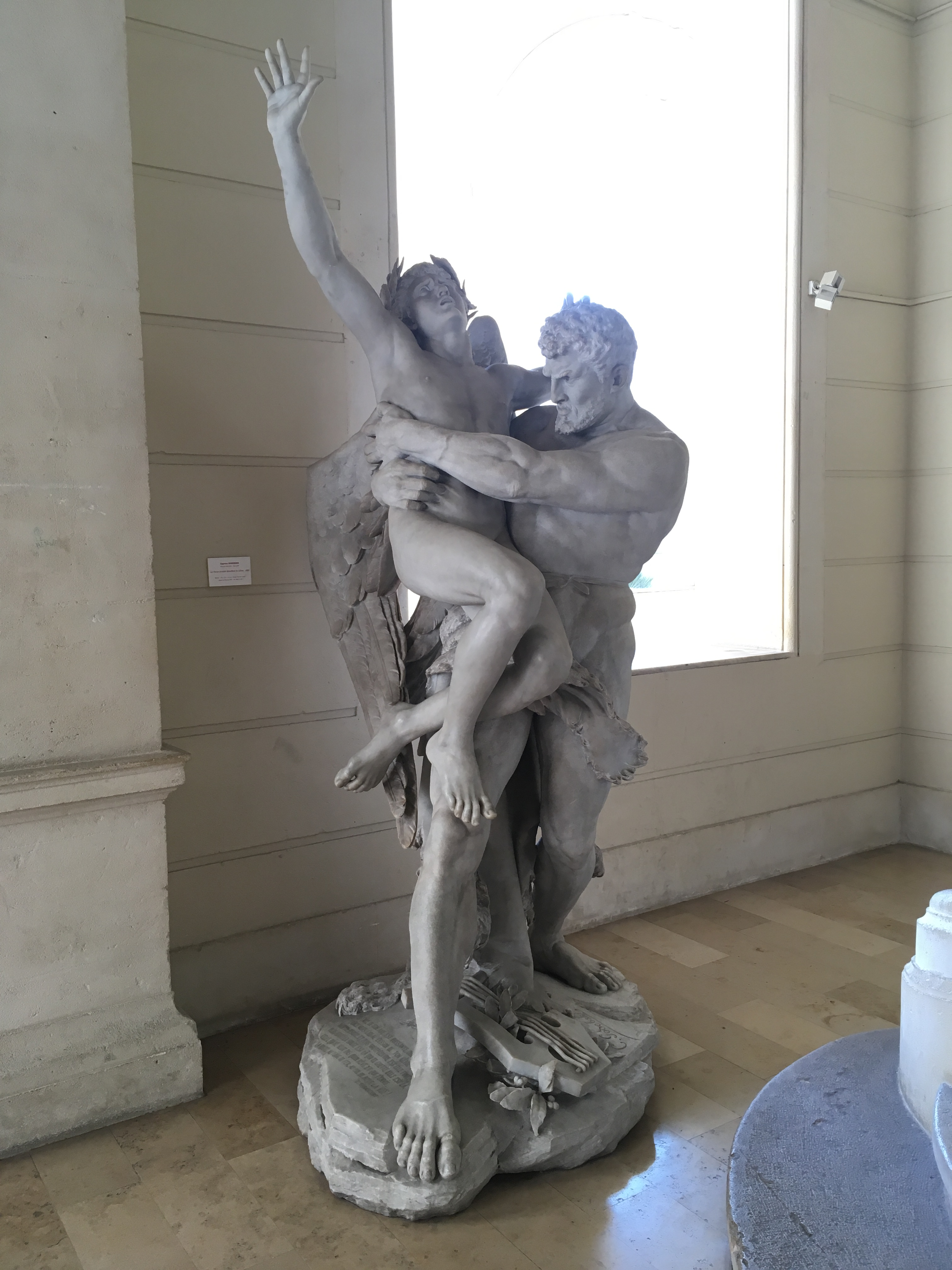
La Force brutale étouffant le Génie (1888), marbre, musée d'Art de Toulon.
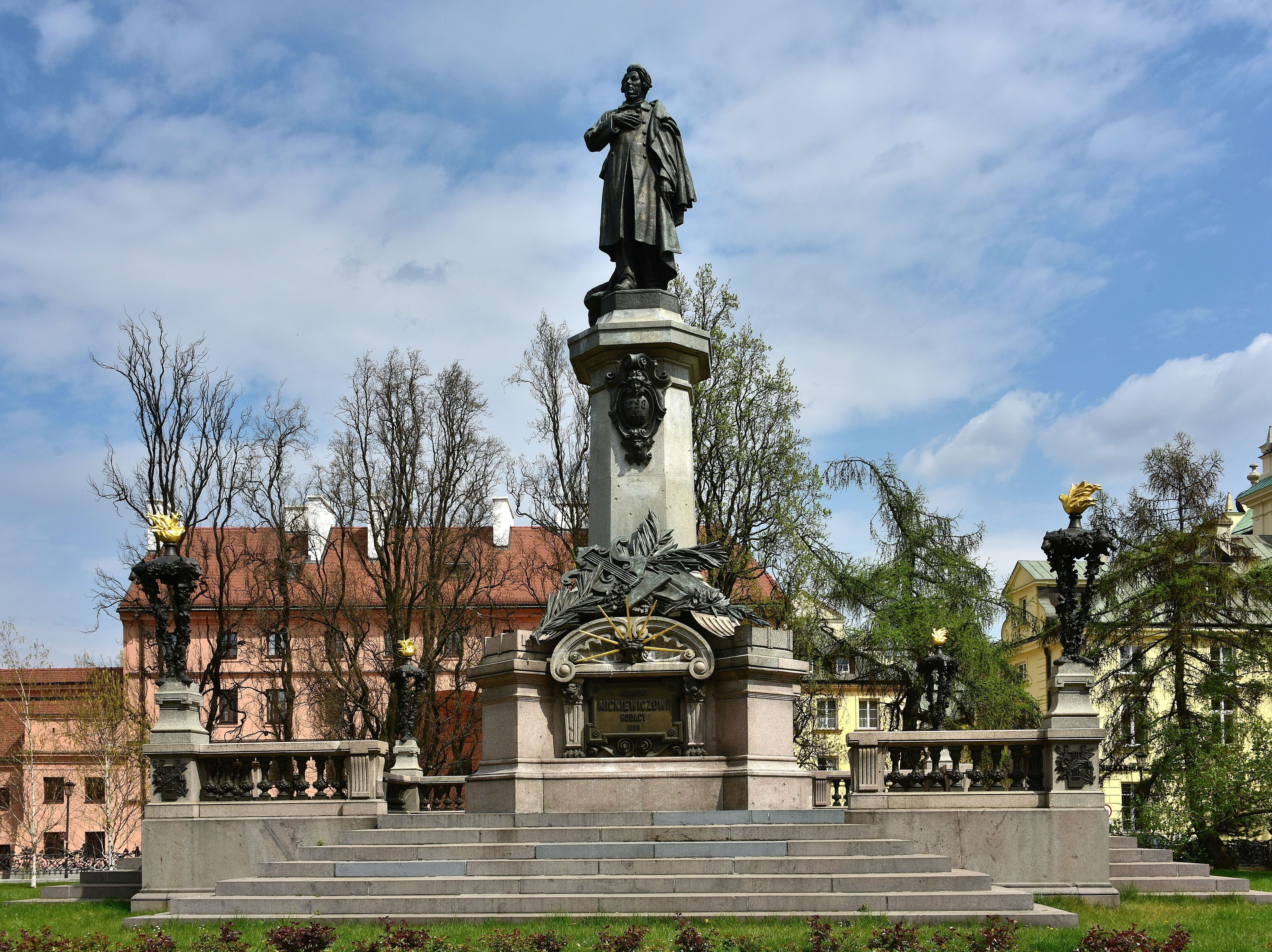
Monument à Adam Mickiewicz (1898), Varsovie.
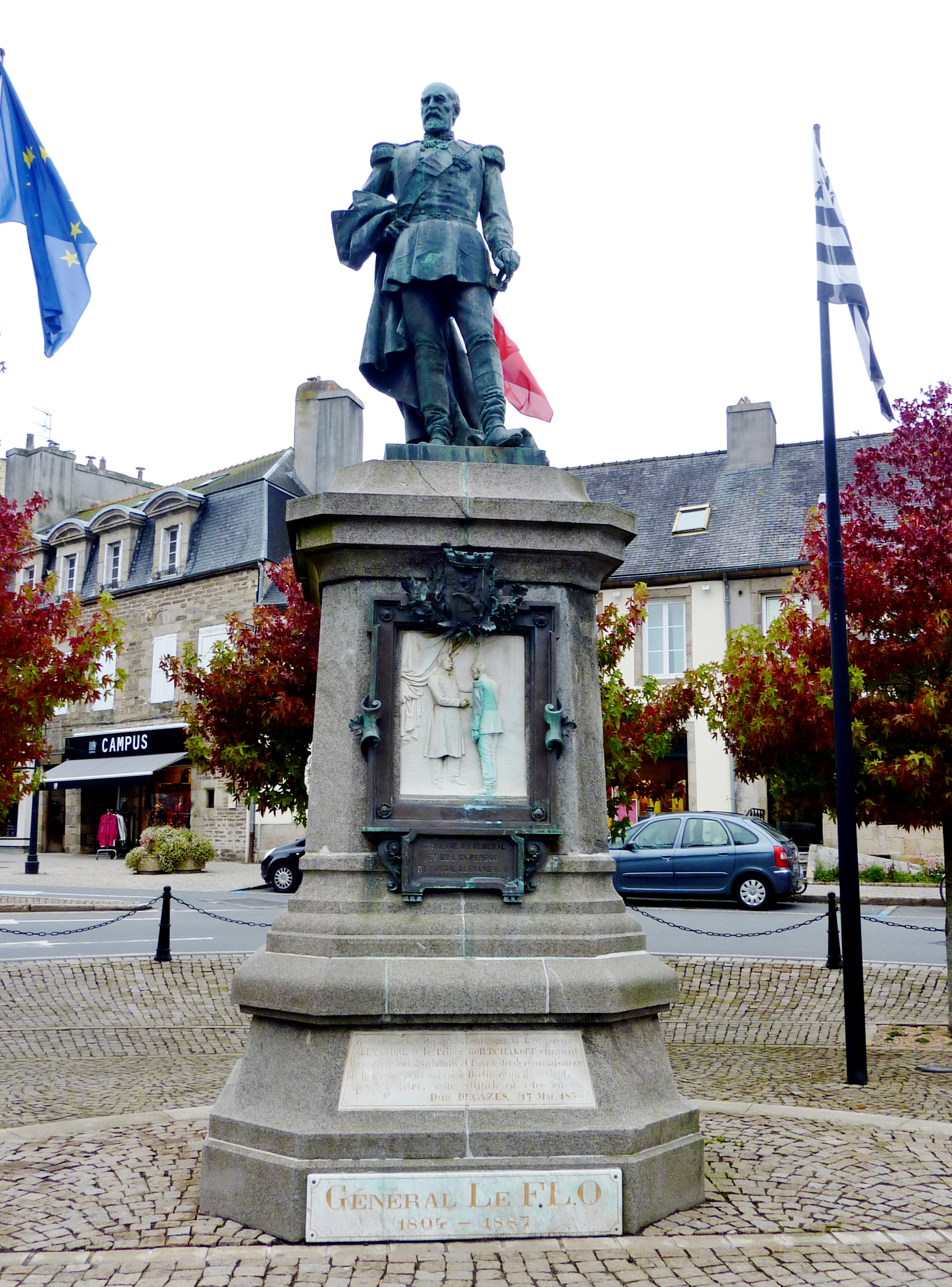
Monument au général Le Flô (1899), Lesneven.
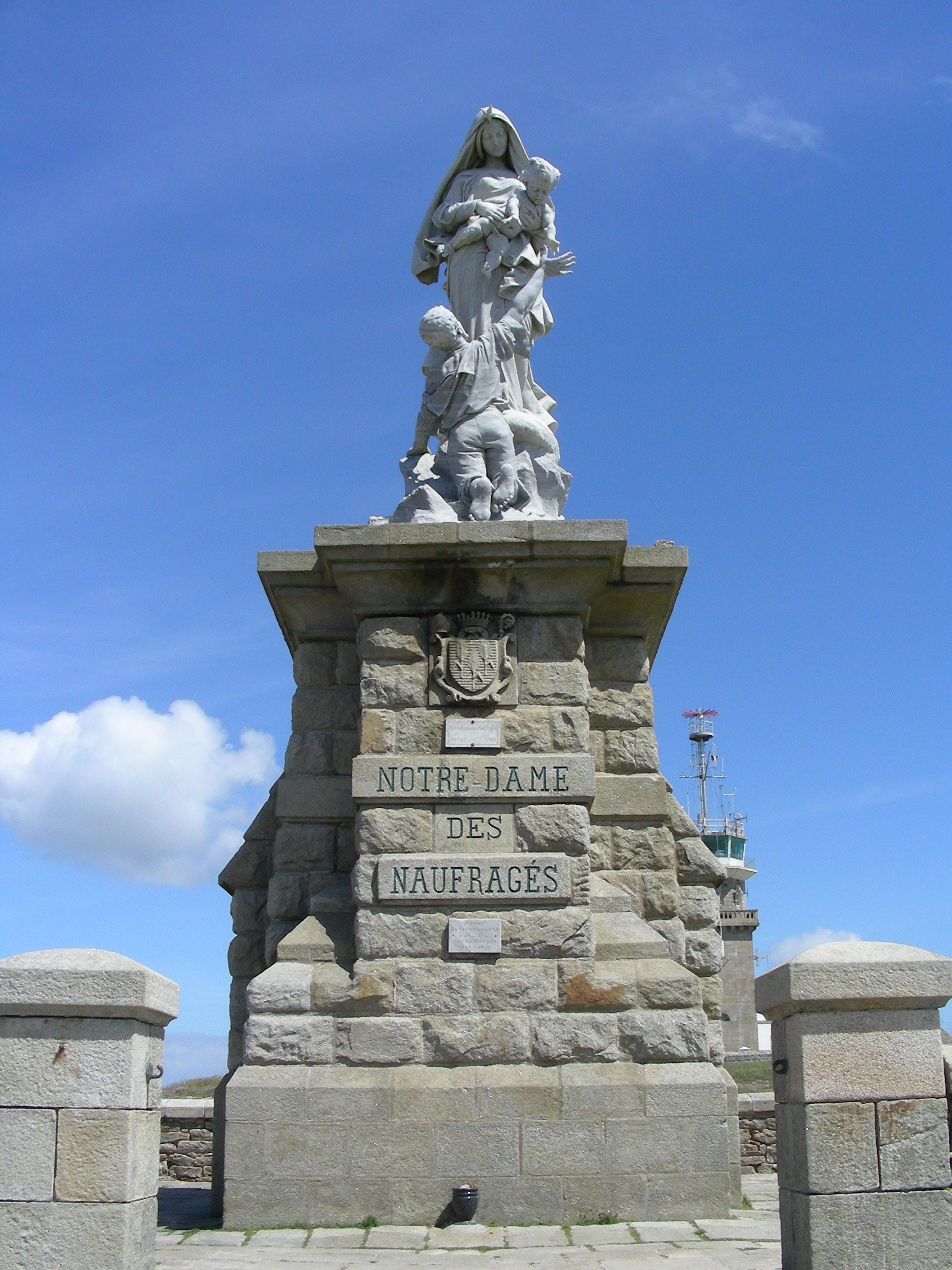
Notre-Dame des Naufragés (1904), Pointe du Raz.
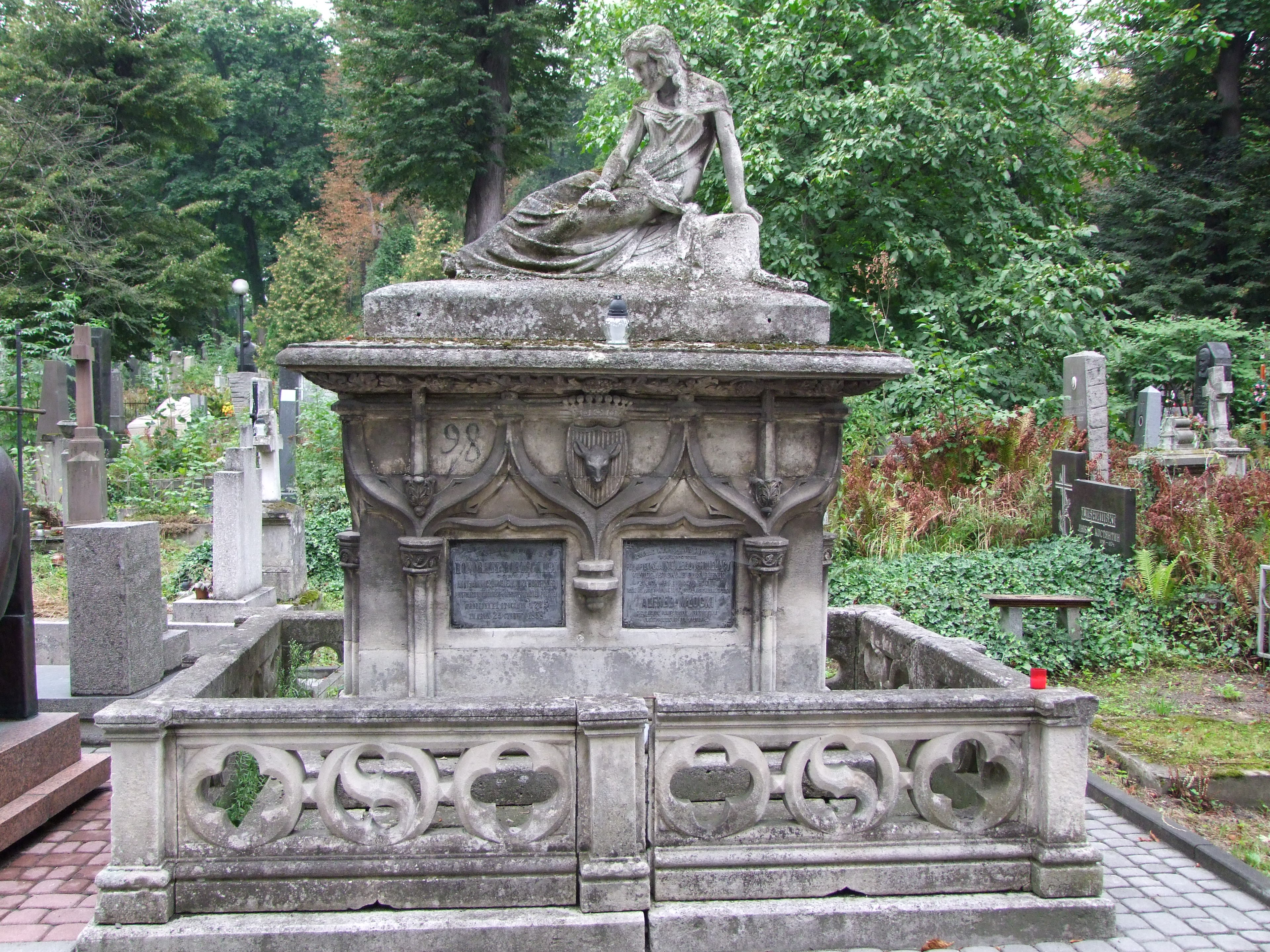
Tombe de Honorata Borzęcka et d'Alfred Młocki, Lviv, cimetière de Lytchakiv.
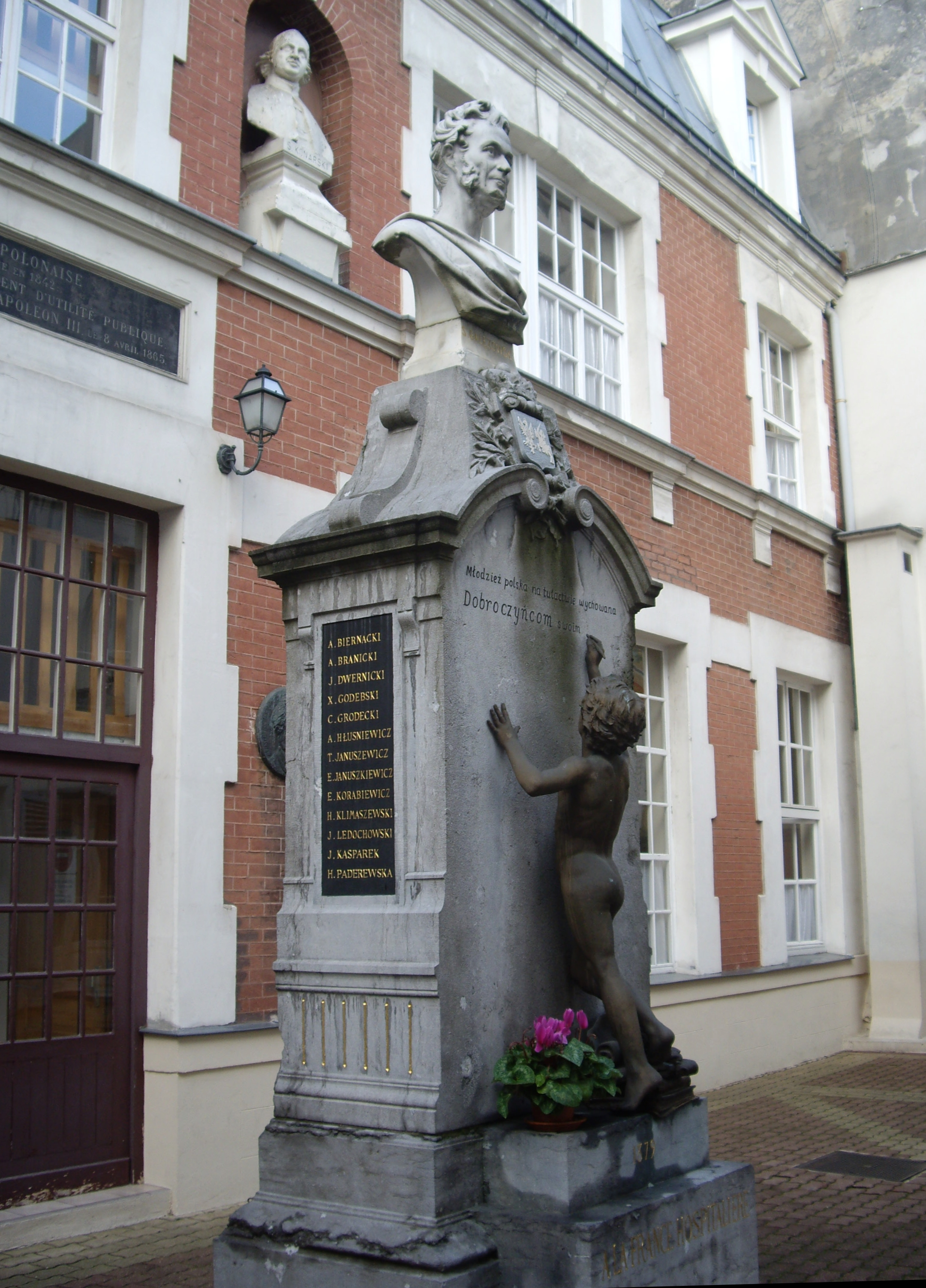
Monument à Séverin Gałęzowski, Paris, École polonaise des Batignolles.
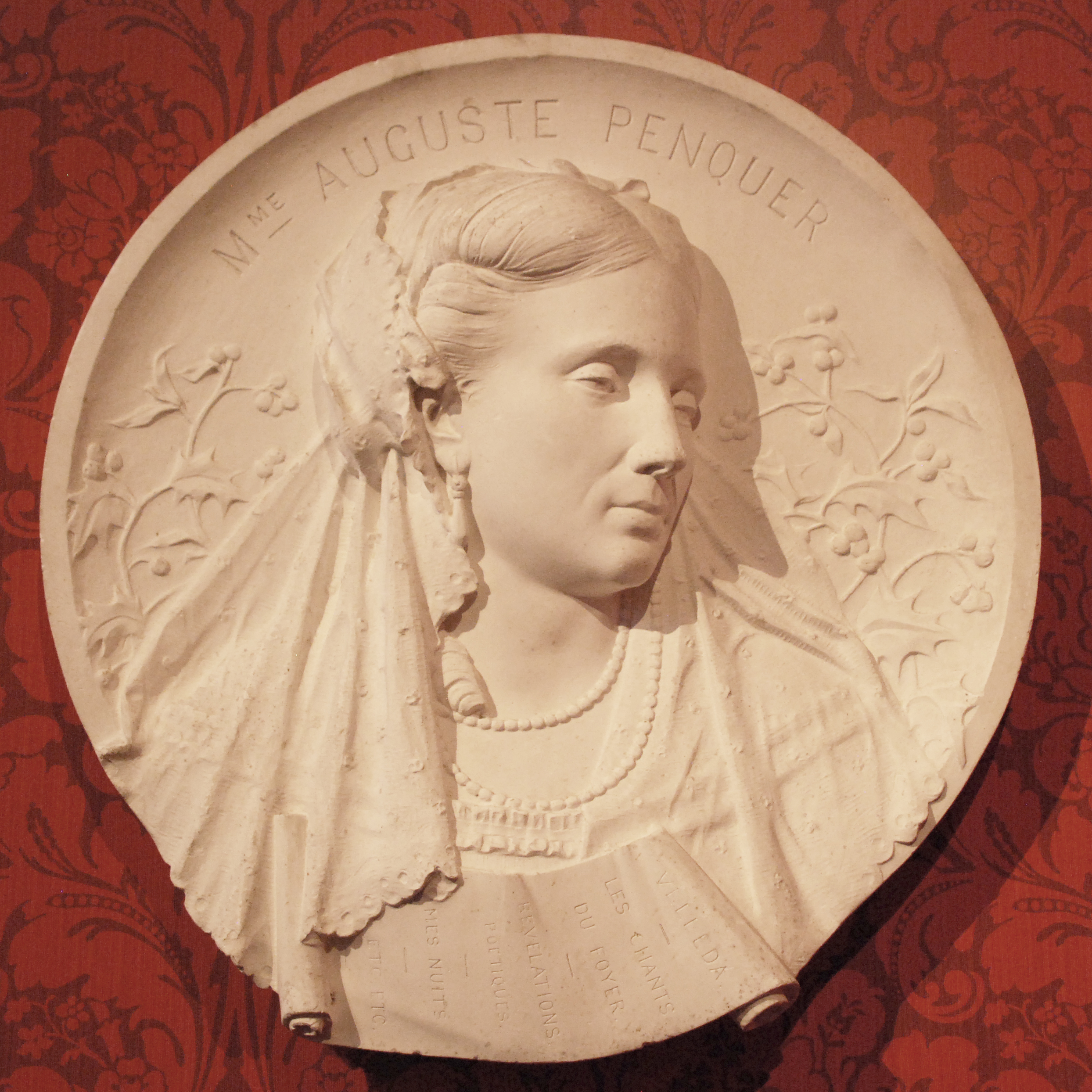
Médaillon de Léocadie Hersent-Penquer, musée des Beaux-Arts de Brest.

## Distinction
- Chevalier de l'ordre de Léopold (3 novembre 1872)[7].